# 安布知神社
安布知神社（あふちじんじゃ）は、長野県下伊那郡阿智村駒場にある神社。旧社格は郷社。

## 祭神
- 八意思兼命（ヤゴコロオモイカネノミコト）
- 譽田別命（ホムタワケノミコト）
- 須佐之男命（スサノオノミコト）

## 歴史
社伝によれば、368年（仁徳天皇56年）、清坂に八華鏡を八意思兼命の霊代として拝祀し、「吾道大神宮」として創建された。
数キロメートル離れたところに鎮座する延喜式内社の阿智神社とは、古来より密接な関係にある。鎮座地の位置も、古代東山道「阿知駅」跡と推定される耕地を、眼下に一望する斜面にあり、706年（慶雲3年）に八幡神（譽田別命〉を合祀する。以後「よさか八幡」と呼称された時期あり。
1573年（天正元年）に領主小笠原氏、近江国三井寺より新羅明神（須佐之男命）を合祀して、新羅明神社として改称する。徳川家光より新羅明神の呼称にて、朱印地10石を寄進、以後将軍代替わり毎に、継ぎ目の朱印状が交付された。現在の社殿は、領主宮崎氏により、1671年（寛文11年）に再興された。本殿は覆屋の中にあり、三間社流造。拝殿は1675年（延宝3年）当社の神主、林氏により建立された。拝殿内の天井には、中央に雲龍図、その周囲には虎、竜、鯉等144点の格内天井絵が描かれている。元禄3年（1690年）参道入口に石の大鳥居が建立された。一時期境内に、真言宗神光寺が建てられていたが、廃寺となり、仏像は長岳寺に遷した。
1872年（明治5年）安布知神社に改称し、駒場村の村社となる。1932年（昭和7年）郷社に昇格する。2015年（平成27年）本殿と拝殿は県宝に指定される。社宝の八華鏡が京都国立博物館工芸室長久保智康氏により、奈良時代の唐式鏡「花禽双鸞八花鏡」と鑑定される。

## 境内
- ヒイラギの古木：昭和43年（1968年）に阿智村の天然記念物に指定された。指定時、推定樹齢250年。
- サカキの古木：昭和43年（1968年）に阿智村の天然記念物に指定された。指定時、推定樹齢100年。
- 狛犬：石段の左右
- 戦没者慰霊碑
- 手水舎

## 画像集

参道と大鳥居
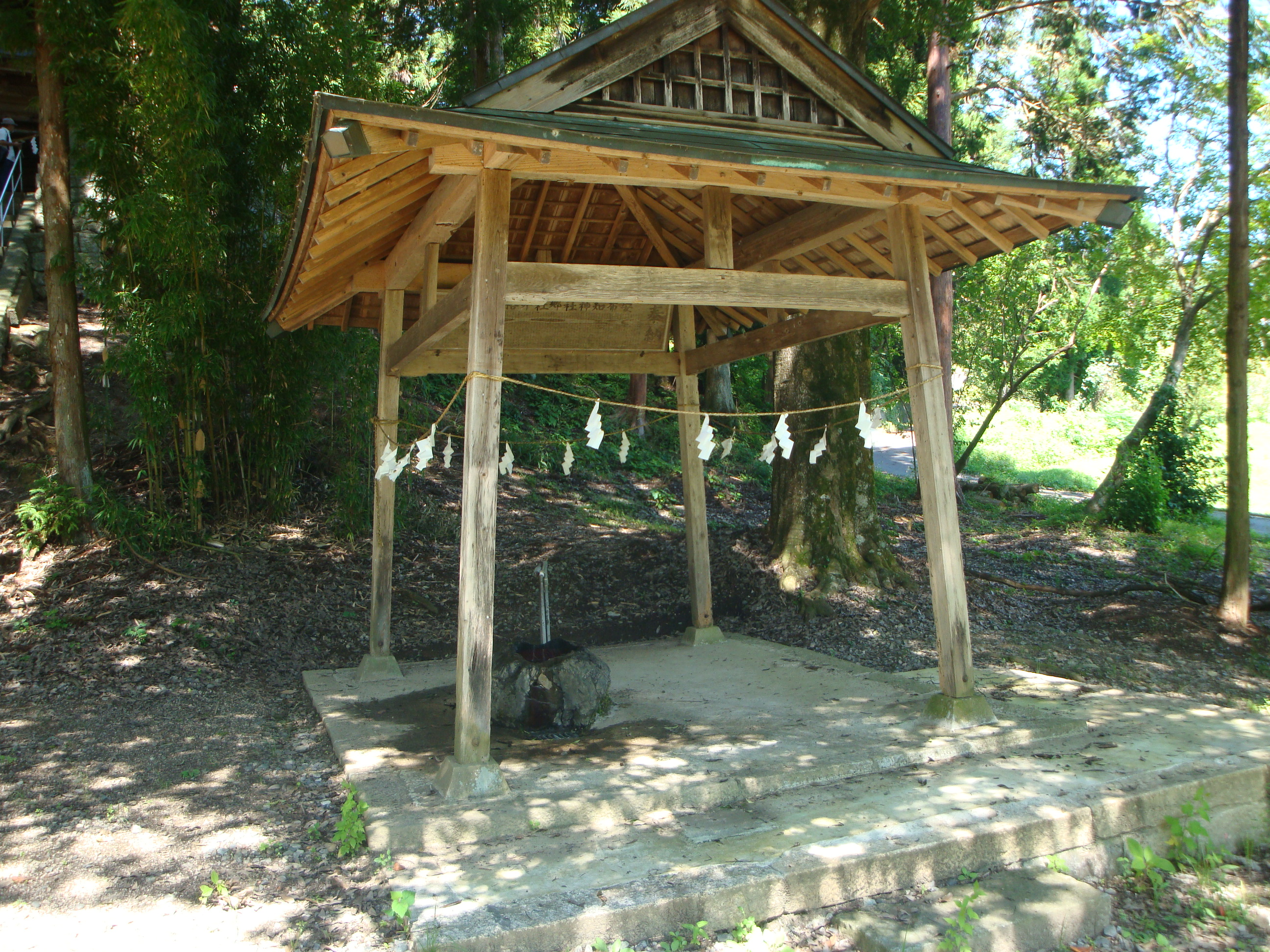
手水舎
拝殿
狛犬ー１
狛犬ー２
ヒイラギ古木
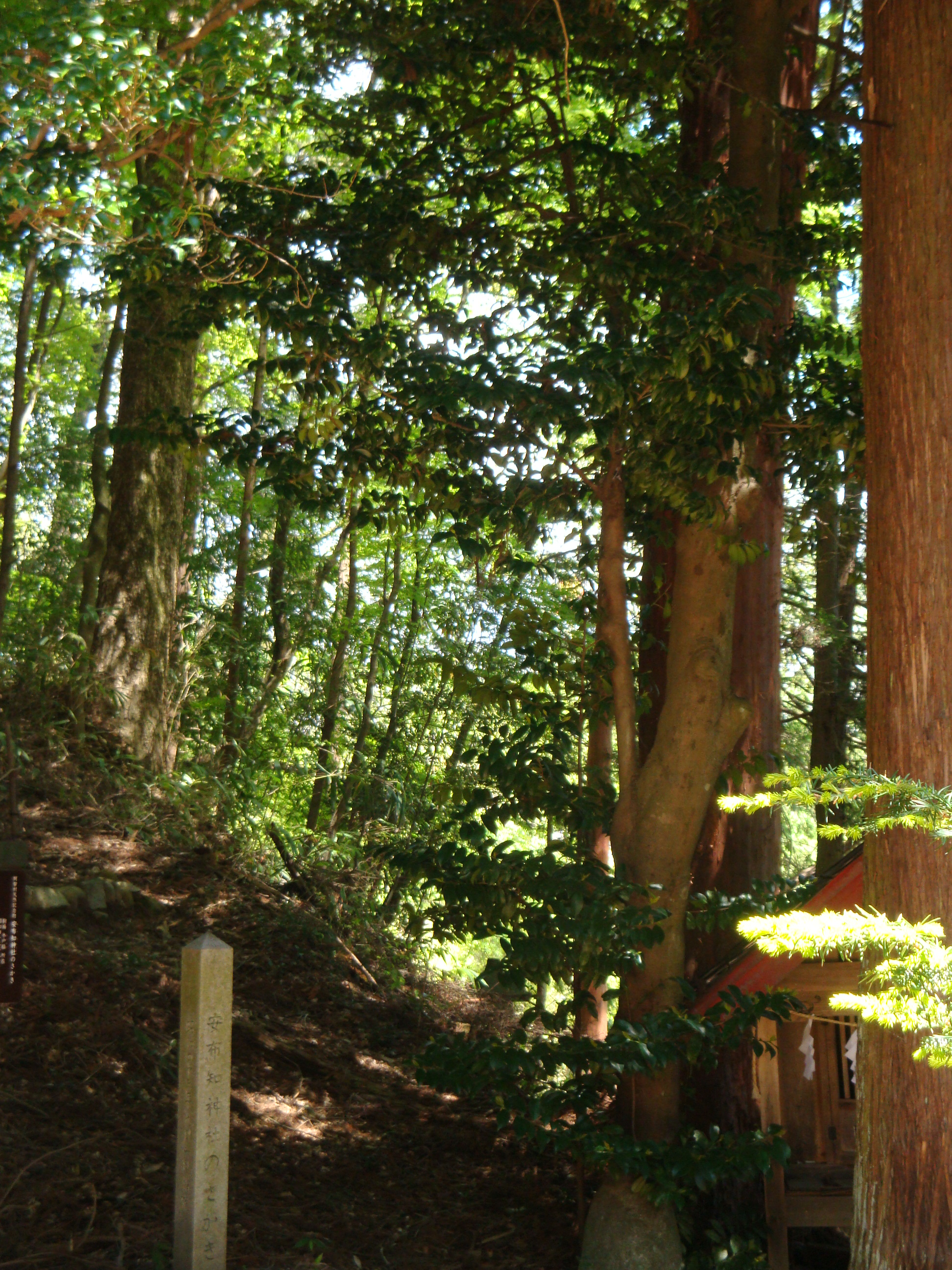
サカキの古木
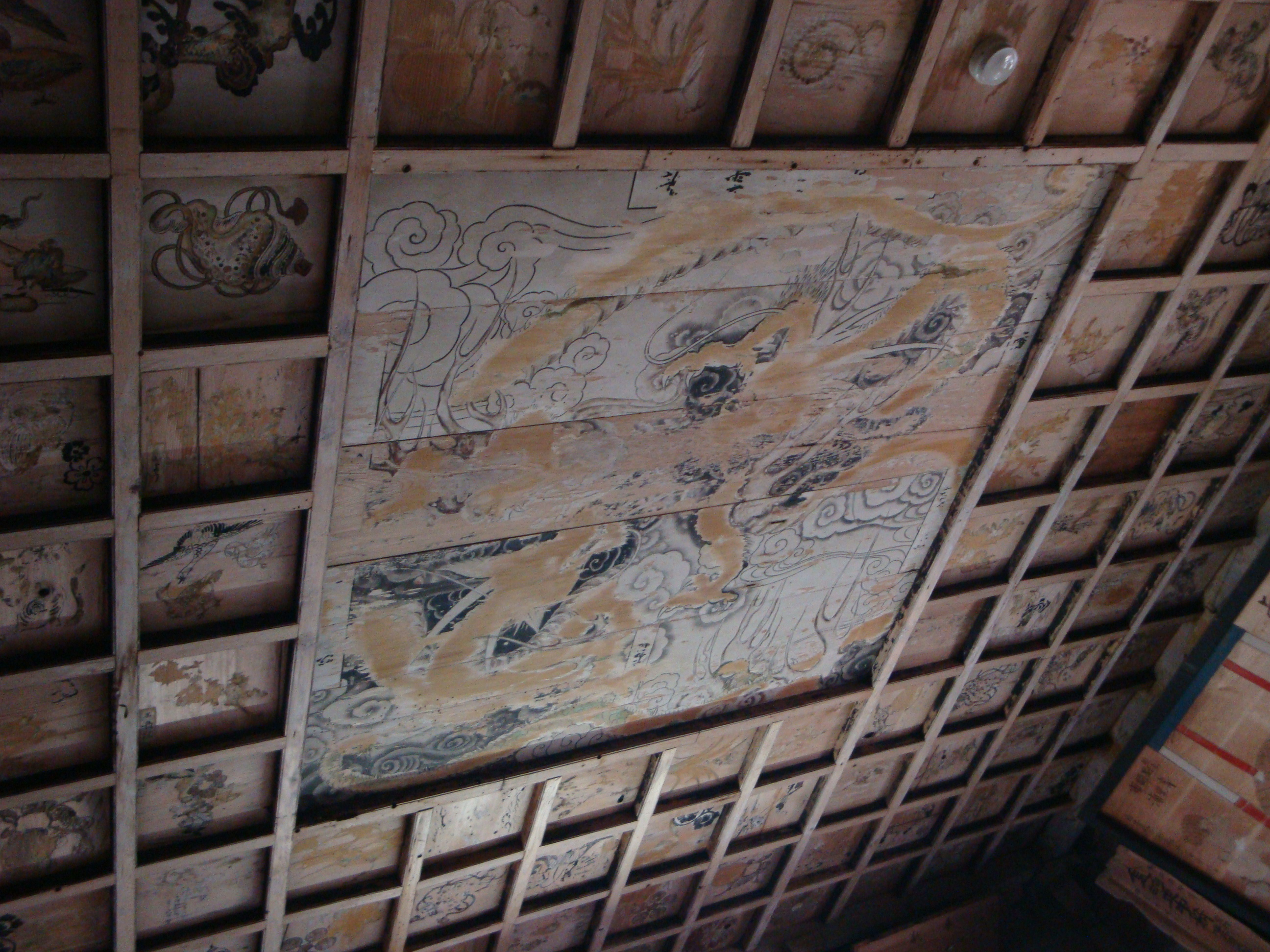
拝殿天井図
戦没者慰霊碑
ハナノキ
花禽双鸞八花鏡

## 現地情報
所在地
- 長野県下伊那郡阿智村駒場2079

交通アクセス
- 最寄駅：中央自動車道 飯田山本インターチェンジより、車で約7分（約4.2km）。